# Malcolm Page
Malcolm Page (Sydney, 22 marzo 1972) è un velista australiano.
Ha vinto due medaglie d'oro olimpiche nella vela: una alle Olimpiadi di Pechino 2008 nella gara di 470 maschile e una a Londra 2012, anche in questo caso nella specialità 470 maschile. Nella prima occasione ha gareggiato con Nathan Wilmot al timone, nella seconda con Mat Belcher